# كاتسيوكي ناكاسوجا
كاتسيوكي ناكاسوجا (باليابانية: 中須賀 克行) مواليد 9 أغسطس 1981 في فوكوكا، اليابان، هو متسابق دراجات نارية ياباني. نافس في سباقات بطولة العالم لفئة 250 سي سي ولفئة 50 سي سي. كما شارك في بطولة العالم للموتو جي بي.

## روابط خارجية
- كاتسيوكي ناكاسوجا على موقع MotoGP.com (الإنجليزية)